# Піньєйру-да-Бемпошта
Піньєйру-да-Бемпошта (порт. Pinheiro da Bemposta; МФА: [pi.ˈɲɐj.ɾu dɐ bɐ̃j.ˈpoʃ.tɐ]) — парафія в Португалії, у муніципалітеті Олівейра-де-Аземейш. Розташована в західній частині країни, на теренах історичної португальської провінції Бейра. Входить до складу округу Авейру. За адміністративним поділом, чинним до 1976 року, терени парафії були складовою провінції Берегова Бейра. Належить до Авейрівської діоцезії Католицької церкви. Патрон — святий Пелагій. Площа — 12,1127 км². Населення — 3324 ос. (2011). Середньо урбанізований регіон. Густота населення — 274,42 осіб/км²
. Код — 011313.

## Населення
| Кількість мешканців | Кількість мешканців | Кількість мешканців | Кількість мешканців | Кількість мешканців | Кількість мешканців | Кількість мешканців | Кількість мешканців | Кількість мешканців | Кількість мешканців | Кількість мешканців | Кількість мешканців | Кількість мешканців | Кількість мешканців | Кількість мешканців |
| ------------------- | ------------------- | ------------------- | ------------------- | ------------------- | ------------------- | ------------------- | ------------------- | ------------------- | ------------------- | ------------------- | ------------------- | ------------------- | ------------------- | ------------------- |
| 1864                | 1878                | 1890                | 1900                | 1911                | 1920                | 1930                | 1940                | 1950                | 1960                | 1970                | 1981                | 1991                | 2001                | 2011                |
| 1.632               | 1.502               | 1.571               | 1.700               | 1.890               | 1.961               | 2.115               | 2.385               | 2.478               | 2.763               | 2.893               | 3.134               | 3.432               | 3.621               | 3.324               |